# Alfred Kelbassa
Alfred Kelbassa (21 de abril de 1925, Buer, Alemania - 11 de agosto de 1988, Dortmund), fue un futbolista y atleta alemán.

## Carrera
Kelbassa se dedicó al fútbol, pero también practicó diversas ramas del atletismo: fue campeón de Alemania en el pentatlón, corría 100 metros en 10.60 segundos, su récord en salto de longitud fue de 6,60 metros y su récord en jabalina sobrepasó los 60 metros. Era de contextura robusta pero de una técnica sólida y muy fuerte remate que a menudo rompió la red de la portería[cita requerida]. Anotó 120 goles en 213 partidos con el Borussia Dortmund, a pesar de llegar al club a la edad de 29 años. Su carrera futbolística comenzó en Bülse y luego se mudó a Gelsenkirchen-Buer. Durante la Segunda Guerra Mundial jugó como jugador invitado en Holstein Kiel y Fortuna City suerte, sólo para terminar en el STV Horst-Emscher y el Eintracht Trier en el Borussia Dortmund. En su momento fue dos veces máximo goleador de la liga de fútbol oeste. De 1956 a 1958 jugó seis veces para el equipo nacional alemán, anotando dos goles. Kelbassa participó con el equipo DFB en la Copa Mundial de Fútbol 1958 en Suecia, con la que llegó al cuarto lugar. El 08/11/1988 Murió en Dortmund después de varios ataques al corazón. Su hijo se casó con la hija de su compañero de ataque Alfred Niepieklo de su conexión, habían surgido unos descendientes comunes de los dos atacantes.